# Жерники (Люблінське воєводство)
Же́рники (пол. Żerniki) — село в Польщі, у гміні Ульгівок Томашівського повіту Люблінського воєводства. Населення — 350 осіб (2011).

## Історія
1652 року вперше згадується православна церква в селі.
За даними етнографічної експедиції 1869—1870 років під керівництвом Павла Чубинського, у селі здебільшого проживали греко-католики, усе населення розмовляло українською мовою.
У 1921 році село входило до складу гміни Лащів Томашівського повіту Люблінського воєводства Польської Республіки. За переписом населення Польщі 10 вересня 1921 року в селі налічувалося 71 будинок та 467 мешканців, з них:
- 224 чоловіки та 243 жінки;
- 405 православних, 61 римо-католик, 1 християнин інших конфесій;
- 406 українців, 61 поляк.

У липні-серпні 1938 року польська влада в рамках великої акції руйнування українських храмів на Холмщині і Підляшші спалила місцеву православну церкву.
За німецької окупації 1939—1944 років у селі діяла українська школа. У 1943 році в селі проживало 594 українці та 150 поляків. У 1942—1944 роках польські шовіністи вбили в селі 53 українців.
У 1975—1998 роках село належало до Замойського воєводства.

## Населення
Демографічна структура станом на 31 березня 2011 року:
|          | Загалом | Допрацездатний вік | Працездатний вік | Постпрацездатний вік |
| -------- | ------- | ------------------ | ---------------- | -------------------- |
| Чоловіки | 181     | 30                 | 127              | 24                   |
| Жінки    | 169     | 32                 | 92               | 45                   |
| Разом    | 350     | 62                 | 219              | 69                   |

## Особистості

### Народилися
- Конопа Лука Семенович (1896 — 1941) — український диригент, освітньо-культурний діяч Зборівщини.